# Progetto Vanguard

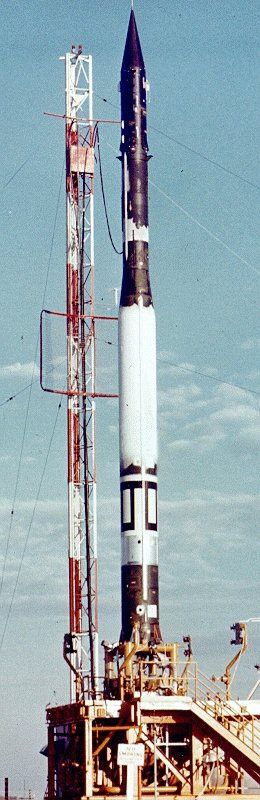
Un razzo Vanguard sul complesso di lancio 18 alla base di lancio di Cape Canaveral.

Il Progetto Vanguard è stato un programma spaziale gestito dal Laboratorio di ricerca navale degli Stati Uniti d'America (NRL), avente lo scopo di mettere in orbita il primo satellite artificiale nella storia dell'uomo utilizzando come vettore un razzo Vanguard lanciato dalla base di lancio di Canaveral, in Florida.
In risposta al lancio del satellite Sputnik 1 da parte dell'Unione Sovietica avvenuto il 4 ottobre 1957, gli USA, colti del tutto impreparati dall'evento (solo in seguito alla declassificazione di documenti secretati si scoprirà che sia la CIA che il presidente Dwight D. Eisenhower erano informati dei progressi sovietici riguardanti lo Sputnik grazie a immagini aeree scattate da aerei spia), decisero di rilanciare il Programma Explorer, precedentemente proposto dall'Agenzia per i Missili Balistici (ABMA). Assieme al Jet Propulsion Laboratory (JPL), l'ABMA realizzò così il satellite Explorer 1 lanciandolo il 31 gennaio 1958. Prima di questo lancio, però, l'Unione Sovietica aveva messo a segno un altro colpo, ossia la messa in orbita, il 3 novembre 1957, del secondo satellite nella storia dell'umanità, lo Sputnik 2, mentre la popolazione degli Stati Uniti d'America aveva potuto osservare in televisione il fallimento del lancio del Vanguard TV-3 il 6 dicembre 1957, rendendosi conto della posizione piuttosto arretrata del proprio paese nella corsa allo spazio.
Il 17 marzo 1958, il Vanguard 1 divenne il secondo satellite messo in orbita terrestre dagli USA, nonché il primo ad utilizzare l'energia solare per alimentare i propri strumenti. Pesante solamente 1,47 kg e avente un diametro di 152 mm, il Vanguard 1 fu definito dall'allora premier sovietico Nikita Chruščëv "il satellite pompelmo" (in inglese: "The grapefruit satellite").
Dato che lo Sputnik 1, lo Sputnik 2 e l'Explorer 1 si sono disintegrati effettuando il loro rientro in atmosfera, il Vanguard 1 e lo stadio superiore del suo razzo vettore sono a tutt'oggi i satelliti artificiali in orbita da più tempo.

## Storia del progetto
All'inizio degli anni cinquanta, la American Rocket Society istituì una commissione esplicitamente dedicata ai voli spaziali mettendone a capo Milton W. Rosen, già a capo del progetto dell'NRL riguardante il razzo Viking. Incoraggiato da conversazioni avute con Richard W. Porter della General Electric e Alan T. Waterman, direttore della National Science Foundation (NSF), il 27 novembre 1954, Rosen stilò un documento in cui descriveva il potenziale valore che avrebbe avuto la messa in orbita di un satellite artificiale. Tale documento fu poi sottoposto alla NSF all'inizio del 1955. Gli Stati Uniti d'America annunciarono quindi pubblicamente la loro intenzione di mettere in orbita attorno alla Terra un satellite artificiale recante un esperimento scientifico in occasione dell'Anno Geofisico Internazionale (IGY) (1957-1958).

### Le tre proposte
Per raggiungere l'obbiettivo sopraccitato furono effettuate tre diverse proposte da parte dell'aeronautica militare (USAF), dell'esercito e della marina militare statunitensi. L'ABMA, che faceva parte dell'esercito e aveva come direttore tecnico Wernher von Braun, suggerì l'utilizzo di un razzo Redstone modificato, l'aeronautica propose invece l'utilizzo di un razzo Atlas, il cui sviluppo era però ancora in fase embrionale, e la marina propose la progettazione di un razzo basato sui sistemi dei razzi Viking e Aerobee.
La proposta dell'aeronautica fu accantonata quasi subito proprio a causa dello stato ancora relativamente arretrato dello sviluppo dei razzi Atlas. Al di là delle diverse limitazioni, la proposta dell'esercito era focalizzata sul veicolo di lancio, dando per assunto che la progettazione del carico fosse compito del JPL e che la progettazione e la realizzazione dei sistema di tracciamento del satellite fosse a carico della marina militare. Al contrario, la proposta dell'NRL, organo della marina militare, trattava nel dettaglio tutti e tre i sopraccitati aspetti.

## Il progetto della marina militare statunitense
Nell'agosto 1955, il comitato per le forniture speciali del ministero della difesa statunitense scelse la proposta avanzata dalla marina militare ritenendola quella che aveva più probabilità di raggiungere, entro la primavera del 1958, i seguenti obbiettivi:
1. Mettere un satellite in orbita durante l'Anno Geofisico Internazionale,
2. Portare a termine un esperimento scientifico in orbita,
3. Tracciare il satellite e assicurare il suo raggiungimento dell'orbita.

Un altro fatto di cui fu tenuto conto era che la proposta della marina prevedeva l'utilizzo di razzi sonda civili piuttosto che di missili militari, il cui uso per esplorazioni spaziali pacifiche sarebbe sembrato inappropriato. Quello che fu taciuto era che al tempo gli USA avevano già in corso un programma satellitare segreto, denominato WS-117, nel corso del quale si stava sviluppando la messa in orbita di satelliti spia utilizzando i missili balistici a raggio intermedio Thor sviluppati dall'aeronautica militare. Il governo statunitense era convinto che i sovietici avrebbero protestato circa il sorvolo del loro territorio nazionale da parte di un satellite militare, così come avevano precedentemente fatto in occasione di diverse incursioni aeree e del sorvolo dei palloni del progetto Genetrix. L'idea era che se fosse prima stato utilizzato un satellite "civile" e "scientifico", i sovietici non avrebbero protestato e ciò avrebbe creato un precedente che avrebbe stabilito l'esenzione dello spazio dai confini nazionali.
Battezzato "Progetto Vanguard", il programma fu messo sotto la direzione della marina militare e la supervisione del Dipartimento della difesa. La completa responsabilità del progetto fu, in particolare, data dal Laboratorio di Ricerca Navale, mentre i fondi iniziali furono forniti dalla National Science Foundation. Direttore del progetto fu nominato John P. Hagen (1908—1990), un astronomo che, nel 1958, con la formazione della NASA, sarebbe divenuto il vicedirettore dell'intero programma di sviluppo del volo spaziale. Dopo il ritardo dovuto alla decisione dell'NRL di cambiare la forma del satellite, passando da una forma conica a una forma sferica, furono così costruiti, sempre presso l'NRL, i primi tre satelliti Vanguard. Il carico di ogni satellite, che arrivava ad un peso complessivo di 1,4 kg, era costituito da sette pile a mercurio poste all'interno di un contenitore ermeticamente sigillato, due radiotrasmettitori per il tracciamento, un cristallo sensibile alla temperature e sei gruppi di celle fotovoltaiche distribuiti sulla superficie della sfera.
L'NRL aveva anche la responsabilità dello sviluppo del veicolo di lancio attraverso un contratto con la Martin Company (che in precedenza aveva già costruito i razzi Viking), della progettazione e della costruzione del sistema di tracciamento del satellite e della progettazione, della realizzazione e del test dei satelliti nella loro interezza. Il sistema di tracciamento fu chiamato Minitrack e per esso furono progettate dal NRL, ma costruite in subappalto dal Genio militare statunitense, ben quattordici stazioni lungo una direttrice nord-sud sulla costa orientale nordamericana e sulla costa occidentale sudamericana.

### Sputnik 1 ed Explorer 1

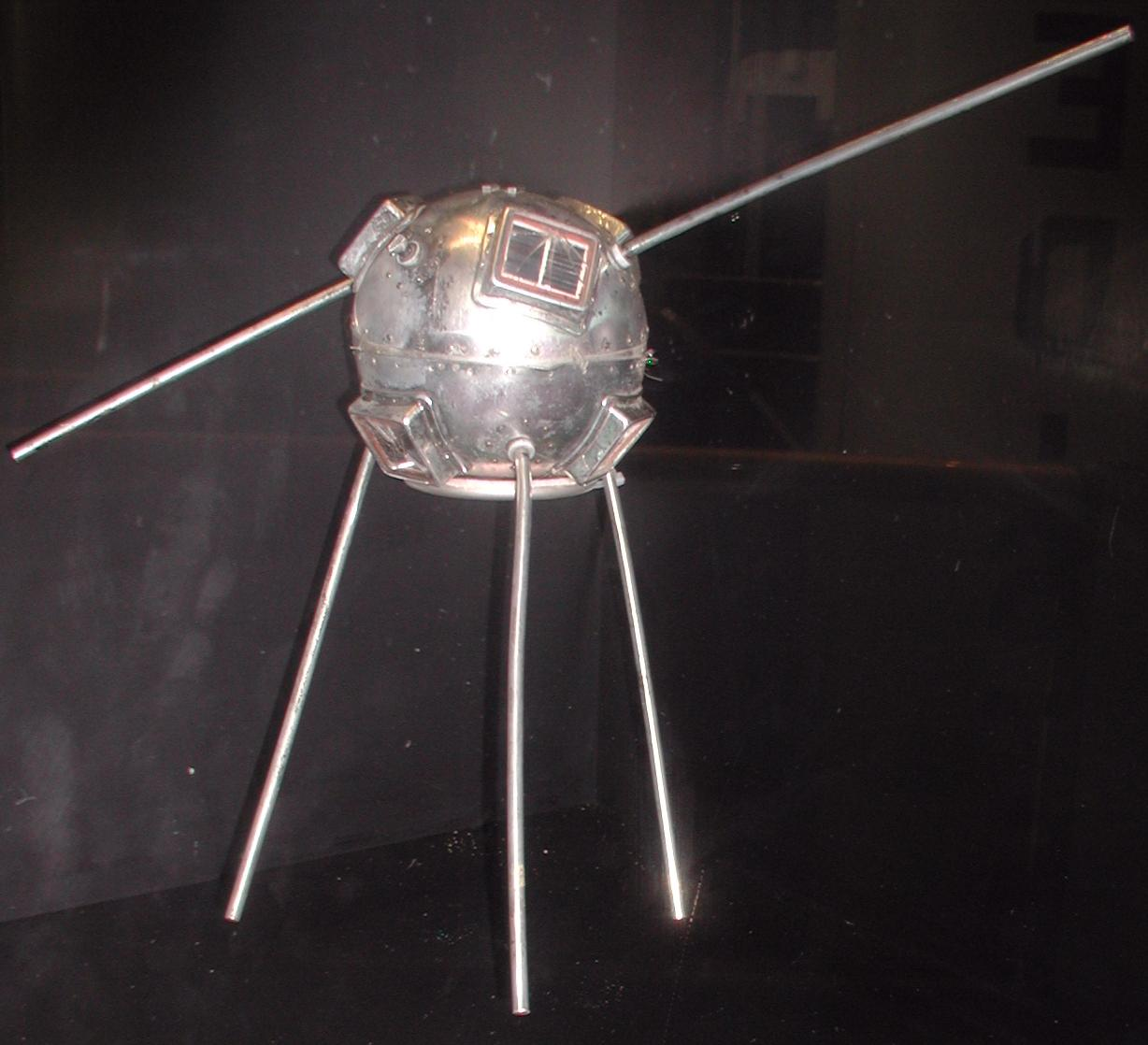
Il satellite del lancio del Vanguard TV-3 esposto al National Air and Space Museum. Le antenne avrebbero dovuto estendersi radialmente a partire dal corpo del satellite. ma si piegarono in conseguenza dell'incidente avvenuto al momento del lancio.

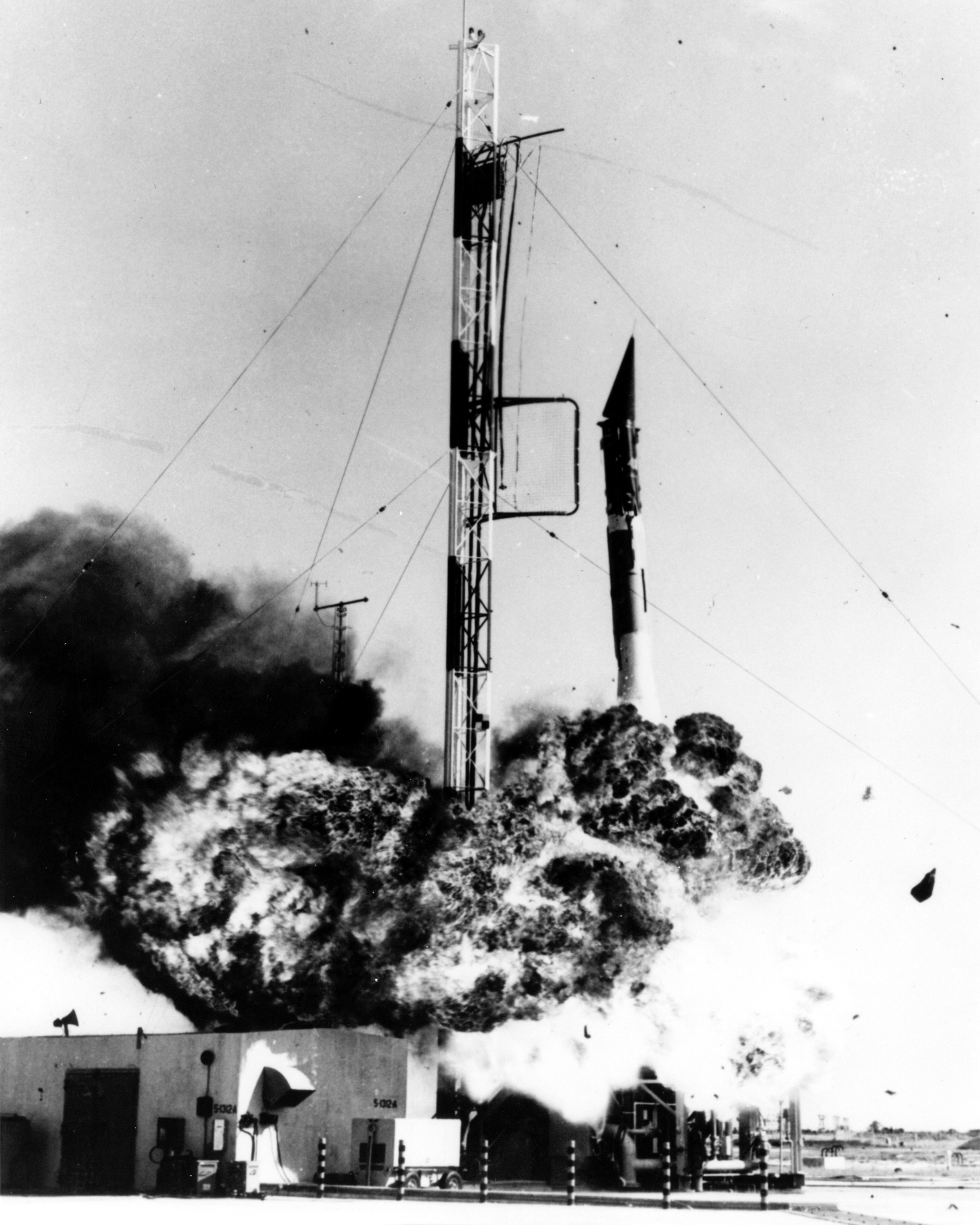
Il razzo Vanguard TV-3 esplode pochi secondi dopo il lancio alla base aerea di Cape Canaveral il 6 dicembre 1957.

Il programma di lancio originale prevedeva che il Vanguard TV-3 fosse lanciato nel mese di settembre 1957 ma, a causa di diversi ritardi, ciò non avvenne. Poco tempo dopo, il 4 ottobre 1957, i membri del progetto Vanguard vennero a conoscenza, come tutto il resto del mondo, del lancio dello Sputnik 1 da parte dell'Unione Sovietica mentre essi stavano ancora portando avanti una prova del veicolo di lancio TV-2, progettato per testare il primo stadio del razzo vettore. La prova di lancio venne effettuato il 23 ottobre 1957 da Cape Canaveral.  Nella demoralizzazione generale, un dato positivo fu il riuscito tracciamento dello Sputnik da parte del sistema Minitrack. Il 6 dicembre dello stesso anno, alle 11:44:35 del mattino, ci fu il tentativo di lancio del Vanguard TV-3. Il razzo Vanguard si alzò di soli 1,2 m prima che il motore perdesse spinta causando il crollo del missile sulla rampa di lancio e la sua conseguente esplosione. Il carico non andò perso, infatti l'ogiva del razzo, contenente il satellite, si staccò ed atterrò lontano dall'esplosione, ma il satellite risultò troppo danneggiato perché si potesse pensare di poterlo riutilizzare. Il fallimento del lancio fu ampiamente deriso dalla stampa che si espresse con toni sarcastici sul tentativo di messa in orbita ribattezzando il satellite "kaputnik" (il Daily Express), "flopnik" (il Daily Herald), "puffnik" (il Daily Mail) e  "stayputnik" (il News Chronicle).
Dopo il lancio del secondo satellite sovietico, lo Sputnik 2, il 3 novembre 1957, l'allora segretario della difesa statunitense Neil H. McElroy autorizzò l'esercito ad utilizzare il razzo vettore Juno I e di lanciare con questo un satellite. Così, il 31 gennaio 1958, l'esercito statunitense lanciò e mise in orbita l'Explorer 1. Con il lancio dei due Sputnik, la precedente preoccupazione riguardante il sorvolo di territori stranieri da parte dei satelliti, era stata del tutto risolta; i due satelliti sovietici erano infatti stati lanciati con un vecchio modello dei razzi R-7 "Semërka", missili balistici a raggio intermedio militari e ben quaranta volte più grandi rispetto al lanciatore Vanguard.
Il 17 marzo 1958, il programma riuscì a lanciare con successo il razzo Vanguard TV-4. Il satellite trasportato fu posto su un'orbita stabile con apogeo di 3.969 km e perigeo di 650 km e fu stimato che sarebbe rimasto in orbita per almeno 2.000 anni. Ad oggi il satellite, poi battezzato "Vanguard 1" è, assieme all'ultimo stadio del proprio lanciatore, l'artefatto umano più antico ancora in orbita.
A metà del 1958, la responsabilità del progetto fu passata alla neonata NASA e il 17 febbraio 1959, dopo quattro tentativi fallimentari, il programma riuscì a mettere in orbita il suo secondo satellite, l'SLV-4, poi battezzato "Vanguard 2". Dopo altri due fallimenti, il programma fu ufficialmente terminato nel settembre 1959 con la messa in orbita del Vanguard 3.

## Risultati ottenuti
Sebbene sia stato messo in ombra dai lanci degli Sputnik e abbia dovuto subire l'umiliazione seguente ai suoi primi tentativi di lancio, il progetto Vanguard raggiunse i suoi obiettivi scientifici fornendo una gran mole di dati relativi alle dimensioni e alla forma della Terra, alla densità dell'aria, a gli spettri della temperatura e agli impatti di micrometeoriti. Il radio trasmettitore del Vanguard 1 rimase attivo fino al 1964 e i dati ottenuti dal tracciamento del satellite rivelarono che la Terra non è una sfera perfetta e che anzi, ha una forma quasi a pera, essendo più puntuta al Polo Nord e più piatta al Polo Sud. I rilevamenti del satellite portarono poi alla correzione delle precedenti idee circa la densità dell'atmosfera ad altezze elevate e alla realizzazione di mappe del pianeta più accurate.
Il "Satellite Launch Vehicle", un termine creato per i razzi operativi SLV in opposizione alle versioni sperimentali, ossia ai Test Vehicle, i TV, era un lanciatore più piccolo e leggero sia rispetto al razzo Jupiter-C/Juno I basato sul Redstone che fu utilizzato per lanciare i satelliti Explorer, che rispetto all'enorme R-7 "Semërka" sovietico che era stato utilizzato per lanciare i primi Sputnik.
Gli scienziati dell'NRL sostengono che il programma Vanguard abbia introdotto molte delle tecnologie poi utilizzate in diversi aspetti dei seguenti programmi satellitari statunitensi, dai sistemi di lancio a quelli di tracciamento. Ad esempio, il Vanguard 1 confermò l'ipotesi secondo la quale i pannelli solari potevano essere utilizzati per alimentare i trasmettitori radio per anni. Le celle fotovoltaiche del Vanguard 1 fornirono infatti energia per sette anni, mentre le batterie convenzionali precedentemente utilizzate arrivavano ad un massimo di venti giorni.
Sebbene l'operatività del Vanguard 1 sia cessata, come detto, nel 1964, il satellite è ancora utile alla comunità scientifica; il suo tracciamento ottico da terra continua infatti a fornire informazioni sull'influenza del Sole, della Luna e dell'atmosfera sulle orbite satellitari. Negli anni seguenti al lancio, il Vanguard 1 ha compiuto più di 197.000 orbite, percorrendo quasi 6 miliardi di chilometri. Le stime sulla sua permanenza in orbita sono state abbassate dagli originali 2.000 anni agli odierni 240 quando si è scoperto l'effetto della pressione della radiazione solare durante i periodi di elevata attività del Sole e delle perturbazioni da essa causate all'altezza del perigeo del satellite.

## Storia dei lanci
Il primo volo del progetto Vanguard fu un volo suborbitale effettuato dal veicolo a singolo stadio Vanguard TV-0 l'8 dicembre 1956. Il 1º maggio 1957 fu quindi lanciato con successo un veicolo sperimentale a due stadi chiamato Vanguard TV-1 mentre il 23 ottobre 1957 fu effettuato con successo un altro test suborbitale grazie al Vanguard TV-2.
Nel corso di undici tentativi, i razzi Vanguard riuscirono a mettere in orbita tre satelliti.
| Satellite            | Data di lancio    | Note ed esito |
| -------------------- | ----------------- | --- |
| Vanguard TV-3        | 6 dicembre 1957   | Tentativo fallito di mettere in orbita un satellite del peso di 1,36 kg. La bassa pressione di un serbatoio causò lo spegnimento del motore dopo poco più di 2 secondi.                                          |
| Vanguard TV-3 Backup | 5 febbraio 1958   | Tentativo fallito di mettere in orbita un satellite del peso di 1,36 kg. Il mancato controllo causò la distruzione del vettore dopo poco più di 55 secondi dal lancio.                                           |
| Vanguard TV-4        | 17 marzo 1958     | Tentativo riuscito di mettere in orbita un satellite del peso di 1,47 kg poi battezzato "Vanguard 1". |
| Vanguard TV-5        | 28 aprile 1958    | Tentativo fallito di mettere in orbita un satellite del peso di 9,98 kg; ci fu un problema nel distacco del terzo stadio del vettore.                                                                            |
| Vanguard SLV-1       | 27 maggio 1958    | Tentativo fallito di mettere in orbita un satellite del peso di 9,98 kg. Il malfunzionamento del controllo di assetto del secondo stadio portò ad un angolo di immissione in orbita non corretto.                |
| Vanguard SLV-2       | 26 giugno 1958    | Tentativo fallito di mettere in orbita un satellite del peso di 9,98 kg. Un'ostruzione nel condotto del carburante portò alla perdita di spinta del motore del secondo stadio dopo otto secondi dall'accensione. |
| Vanguard SLV-3       | 26 settembre 1958 | Tentativo fallito di mettere in orbita un satellite del peso di 9,98 kg. Un'ostruzione nel condotto del carburante portò ad una spinta del motore del secondo stadio non sufficiente ad un'immissione in orbita. |
| Vanguard SLV-4       | 17 febbraio 1958  | Tentativo riuscito di mettere in orbita un satellite del peso di 10,8 kg poi battezzato "Vanguard 2". |
| Vanguard SLV-5       | 13 aprile 1959    | Tentativo fallito di mettere in orbita un satellite del peso di 10,3 kg. Un malfunzionamento del sistema idraulico del secondo stadio portò ad una perdita del controllo di assetto.                             |
| Vanguard SLV-6       | 22 giugno 1959    | Tentativo fallito di mettere in orbita un satellite del peso di 10,3 kg. Il blocco della valvola dell'elio causò l'esplosione del secondo stadio.                                                                |
| Vanguard SLV-7       | 18 settembre 1959 | Tentativo riuscito di mettere in orbita un satellite del peso di 22,7 kg poi battezzato "Vanguard 3". |